# 大澤ふみな
大澤 ふみな（おおさわ ふみな、1982年10月14日 - ）は、元プロ雀士である。かつては日本プロ麻雀協会に所属し、2014年、最高位戦日本プロ麻雀協会へ入会したが、2017年頃退会している。。
在日韓国人4世。愛称は「ふみふみ」。自分のことを「ボク」と呼ぶ、通称ボクキャラ。

## 人物
セガネットワーク対戦麻雀MJ4では、「大澤ふみな先生がやさしく麻雀を教えてくれる」トレーニングモードを担当していた。最高位戦移籍後「MJ」に参戦しなくなるが、「セガNET麻雀 MJ Arcade」で復帰。
最高位戦所属後は、京都に移住し関西支部に所属している。第39期新人王戦では、決勝に残るも惜しくも敗れる。
2017年は第17期女流最高位決定戦に進出するが、惜しくも準優勝となった。「麻雀マスターズ2017inシドニー」のスリアロ特別予選で優勝。

## 獲得タイトル
- 第1回女流チャレンジCUP（MONDO21主催）